# 酒谷敏生
酒谷 敏生（さかたに としき、本名：酒谷敏郎、1971年7月17日 - ）は、日本の空手家（勇誠会五段）および空手道場経営者（勇誠会）。他に副業としてペットショップ、居酒屋清作ちゃんなどを運営する。また、アクセルプロモーション代表として、神戸市内でプロ空手やキックボクシングの興行を行っていた。神戸市灘区青谷町出身。

## 来歴
神戸市灘区青谷の比較的裕福な家庭の子息として生まれる。神戸市立福住小学校・神戸市立上野中学校・弘陵高等学校を経て大阪学院大学卒業。大卒後は一時外車販売ディーラーおよび動物病院助手として働いていた。
弘陵高等学校では野球部に所属。その後士道館関西本部の塚川義行師範に師事し、フルコンタクト空手を習得する。大学時代には学内の格闘技大会でも活躍。塚川師範とともに士道館の全日本大会にも出場し、重量級3位に入賞。2003年には全日本格闘技空手拳法選手権大会・無差別級にて優勝。2004年には勇誠会およびアクセルプロモーションを設立。

## 政治活動
神戸市の政治、あるいはその腐敗ぶりに憤りと危機感をもっており、2015年より数回神戸市市議選に無所属候補として出馬。神戸市長選にも立候補した。

### これまでの得票状況
- 神戸市議会議員選挙 (2023年04月09日) 得票数：974 票
- 神戸市長選挙 (2021年10月31日) 得票数：20,269 票
- 神戸市議会議員選挙 (2019年04月07日) 得票数：1,311 票
- 神戸市議会議員補欠選挙 (2018年02月04日) 得票数：666 票
- 神戸市議会議員補欠選挙 (2017年10月22日) 得票数：1,735 票
- 神戸市議会議員選挙 (2015年04月12日) 得票数：1,090 票